# Helieae
Helieae, tribus biljaka iz porodice sirištarki. Pripadaju mu 23 roda čije su vrste raširene po Južnoj Americi, iznimka je Zonanthus cubensis sa Kube.. Oko 220 vrsta u 23 roda. Macrocarpaea je najveći rod.

## Rasprostranjenost
Samo neotropi (američki tropi): od Meksika do Bolivije i Paragvaja.

## Stanište
Prašume, oblačne šume, savane, travnjaci, rjeđe rubovi cesta i druga staništa. Od nizina do visokih planina. Mnoge vrste pojavljuju se samo u vrlo malim, ograničenim područjima.

## Karakteristike
Grmovi, polugrmovi ili višegodišnje ili jednogodišnje biljke. Listovi sjedeći ili s peteljkama. Cvatovi obično monohazijalno ili dihotomno razgranati cimes, rijetko aksilarni i/ili sa pojedinačnim cvjetovima. Cvjetovi (4–)5(–6)-brojni, često veliki i upadljivi. Čaške (srasle čašice) često debele/kožaste, često sa zadebljanom kobilicom na stražnjoj strani svake čašice. Vjenčići (srasle latice) cjevasti, ljevkasti ili plosnati, zvonasti. Prašnici i stil (dio pistila) blago zigomorfni kod mnogih vrsta. Kada su zigomorfni, cvjetovi imaju blago savijenu vjenčičnu cijev s prašnicima skupljenim u gornjem ili donjem dijelu ušća vjenčića i vrhom povijenim prema donjoj strani ušća vjenčića. Prašnici često sa sterilnim vršnim dodacima i jako zakrivljeni (ili su niti oštro savijene). Pelud kao monade, tetrade ili poliade. Stigme su često široko dvoslojne. Plod tanka ili drvenasta čahura.

## Evolucija i srodne biljke
Helieae je najbliže povezana s plemenima Gentianeae i Potalieae. Unutar Helieae, studije koje su koristile metode molekularne filogenetike pokazale su da postoje tri glavne skupine - klada Macrocarpaea (Chorisepalum, Macrocarpaea i Tachia), klada Irlbachia (samo Irlbachia) i klada Symbolanthus (Aripuana, Calolisianthus, Chelonanthus, Symbolanthus, Tetrapollinia, Wurdackanthus).

## Gospodarska upotreba
Chelonanthus alatus se koristi u medicinske svrhe u ekvadorskoj Amazoniji.

## Oprašivanje
Oprašivanje šišmišima poznato je kod Chelonanthus alatus (Machado et al., 1998), a cvjetovi koji podsjećaju na oprašivanje šišmišima također se javljaju kod rodova Macrocarpaea i Symbolanthus. Oprašivanje kolibrićima nalazi se kod Symbolanthusa s ružičastim cvjetovima, a vjerojatno je prisutno i kod crvenih vrsta s cjevastim cvjetovima Lagenanthus, Lehmanniella i Purdieanthus. Cvjetovi tipa jastrebovog moljca poznati su kod Aripuane i Chelonanthusa.

## Rodovi
Tribus Helieae Gilg
1. Prepusa Mart. (6 spp.)
2. Senaea Taub. (2 spp.)
3. Celiantha Maguire (3 spp.)
4. Sipapoantha Maguire & B. M. Boom (2 spp.)
5. Macrocarpaea (Griseb.) Gilg (120 spp.)
6. Chorisepalum Gleason & Wodehouse (5 spp.)
7. Tachia Aubl. (14 spp.)
8. Zonanthus Griseb. (1 sp.)
9. Neblinantha Maguire (2 spp.)
10. Irlbachia Mart. (8 spp.)
11. Aripuana Struwe, Maas & V. A. Albert (1 sp.)
12. Roraimaea Struwe, S. Nilsson & V. A. Albert (2 spp.)
13. Lehmanniella Gilg (4 spp.)
14. Yanomamua J. R. Grant, Maas & Struwe (1 sp.)
15. Tetrapollinia Maguire & B. M. Boom (1 sp.)
16. Symbolanthus G. Don (30 spp.)
17. Calolisianthus Gilg (5 spp.)
18. Adenolisianthus (Spruce ex Progel) Gilg (1 sp.)
19. Rogersonanthus Maguire & B. M. Boom (2 spp.)
20. Chelonanthus (Griseb.) Gilg (11 spp.)